# Christer Heideberg
Christer Sten-Erik Heideberg, född 8 februari 1942, är en svensk före detta fotbollsspelare (försvarare/halvback). Han representerade Gais mellan 1964 och 1971.
Heideberg debuterade för Gais i allsvenskan 1964, då det blev två matcher för klubben. Från säsongen 1965 var han ordinarie i laget. När Kurt Axelsson blev proffs i Belgien 1967 övertog Heideberg hans roll som centerhalv/stopper, och skötte den med bravur. Gais åkte ur allsvenskan 1970, och Heideberg var sedan med om att spela upp Gais i högsta serien igen innan han varvade ner i Kungsbacka BI 1972. Sammanlagt spelade han 121 matcher för Gais och gjorde 5 mål.